# Saison 3 de Modern Family
Chronologie
Saison 2 Saison 4
Cet article présente la liste des épisodes de la troisième saison de la série télévisée américaine Modern Family.

## Généralités
- Aux États-Unis, cette saison a été diffusée entre le 21 septembre 2011 et le 23 mai 2012 sur le réseau ABC.
- Au Canada, elle a été diffusée en simultané sur Citytv.
- En France, depuis le 24 juillet 2012 sur M6 (en exclusivité avant Paris Première).
- Au Québec, depuis le 9 septembre 2013 sur Télé-Québec, en ordre de production.
- En Suisse, aucune information n'est disponible.

## Synopsis de la saison
Pour cette saison, Lilly a maintenant grandi. Dylan ne peut pas demander Haley en mariage à cause de Claire, la famille part dans le Wyoming et à Disneyland et Gloria finit enceinte.

## Distribution

### Acteurs principaux
- Ed O'Neill (VF : Michel Dodane) : Jay Pritchett
- Julie Bowen (VF : Gaëlle Savary) : Claire Dunphy
- Ty Burrell (VF : Loïc Houdré) : Phil Dunphy
- Sofía Vergara (VF : Sophie Riffont) : Gloria Delgado-Pritchett
- Jesse Tyler Ferguson (VF : Jérôme Berthoud) : Mitchell Pritchett
- Eric Stonestreet (VF : Daniel-Jean Colloredo) : Cameron Tucker
- Sarah Hyland (VF : Alexia Papineschi) : Haley Dunphy
- Nolan Gould (VF : Henri Bungert) : Luke Dunphy
- Ariel Winter (VF : Léopoldine Serre) : Alex Dunphy (sauf épisodes 6 et 7)
- Rico Rodriguez (VF : Antoine Fonck) : Manny Delgado
- Aubrey Anderson-Emmons (en) (VF : Lana Ropion) : Lily Pritchett-Tucker (sauf épisodes 6 à 8, 12, 19)

### Acteurs récurrents
- Reid Ewing (VF : Hervé Grull) : Dylan Marshall
- David Cross (VF : Jean-François Lescurat) : Duane Bailey
- Kevin Hart : Andre
- Colin Hanlon (VF : Vincent de Bouard) : Steven
- Ernie Hudson (VF : Daniel Beretta) : Miles
- Barry Corbin (VF : Philippe Catoire) : Merle Tucker

## Épisodes

### Épisode 1:Chapeau decow-boyet bottes de cuir
- États-Unis : 21 septembre 2011 sur ABC
- France : 24 juillet 2012 sur M6
- Québec : 23 septembre 2013 sur Télé-Québec
- Belgique : 20 juin 2014 sur RTL-TVI
- Suisse : sur TSR1

- États-Unis : 14,54 millions de téléspectateurs[1]

- Tim Blake Nelson (Hank)
- Reid Ewing (Dylan)
- Matthew Gumley (Jimmy)

- Aubrey Anderson Emmons rejoint le casting en interprétant Lilly.

### Épisode 2:À tort ou à raison
- États-Unis : 21 septembre 2011 sur ABC
- France : 24 juillet 2012 sur M6
- Québec : 16 septembre 2013 sur Télé-Québec
- Belgique : 24 juin 2014 sur RTL-TVI

- États-Unis : 14,54 millions de téléspectateurs[1] (première diffusion)

- Annie Tedesco (Laura)
- Amanda Musso (Femme attrayante)
- Laurel Coppock (Miss Elaine)

### Épisode 3:Sur la corde raide
- États-Unis : 28 septembre 2011 sur ABC
- France : 25 juillet 2012 sur M6
- Québec : 9 septembre 2013 sur Télé-Québec
- Belgique : 25 juin 2014 sur RTL-TVI

- États-Unis : 13,45 millions de téléspectateurs[2]

- Justin Kirk (Charlie Bingham)
- Lusia Strus (Officier Blevin)
- Andres Londono (serveur)
- Jenica Bergere (Janet)

### Épisode 4:Porte-à-porte
- États-Unis : 5 octobre 2011 sur ABC
- France : 25 juillet 2012 sur M6
- Québec : 30 septembre 2013 sur Télé-Québec
- Belgique : 26 juin 2014 sur RTL-TVI

- États-Unis : 13,24 millions de téléspectateurs[3] (première diffusion)

- David Cross (Duane)
- Paleigh Knight (Blanche)
- Michelle Anne Johnson (Ellen)
- Robin Krieger (voisin no. 1)
- Michael D. Cohen (voisin no. 2)
- Murray Gershenz (voisin no. 3)
- Bob Levitan (voisin no. 4)
- Jordan Feldman (Olson)

### Épisode 5:De la fuite dans les idées
- États-Unis : 12 octobre 2011 sur ABC
- France : 26 juillet 2012 sur M6
- Québec : 14 octobre 2013 sur Télé-Québec
- Belgique : 27 juin 2014 sur RTL-TVI

- États-Unis : 13,65 millions de téléspectateurs[4] (première diffusion)

- David Cross (Bailey)

### Épisode 6:Autant en emporte l'enfant
- États-Unis : 19 octobre 2011 sur ABC
- France : 26 juillet 2012 sur M6
- Québec : 21 octobre 2013 sur Télé-Québec
- Belgique : 1er juillet 2014 sur RTL-TVI

- États-Unis : 13,04 millions de téléspectateurs[5] (première diffusion)

- Gilles Marini (Julian)
- Kevin Daniels (Longinus)
- Mandi Kreisher (Amy)
- Andrea Savage (Holly)
- Cory Knauf (Marc)
- Nika Williams (June)
- Anastasia Basil (épouse rejetée)
- Claudia Choi (amie d'Holly)
- Artemis Pebdani (Bethenny)
- Danny Zuker (Danny)

### Épisode 7:Hétéro mais pas trop
- États-Unis : 2 novembre 2011 sur ABC
- France : 27 juillet 2012 sur M6
- Québec : 28 octobre 2013 sur Télé-Québec
- Belgique : 2 juillet 2014 sur RTL-TVI

- États-Unis : 13,37 millions de téléspectateurs[6] (première diffusion)

- Chazz Palminteri (Shorty)
- Jennifer Tilly (Darlene)
- Leslie Mann (Katie)
- Craig Zimmerman (Crispin)
- Kevin Hart (Andre)
- Jessica Makinson (serveuse)
- Alex Quijano (homme sudaméricain)

Alex et Lilly sont absentes de l'épisode.

### Épisode 8:Ça passe ou ça masse
- États-Unis : 16 novembre 2011 sur ABC
- France : 27 juillet 2012 sur M6
- Québec : 4 novembre 2013 sur Télé-Québec
- Belgique : 3 juillet 2014 sur RTL-TVI

- États-Unis : 12,91 millions de téléspectateurs[7] (première diffusion)

- Mikey Reid (Abraham)
- Tyler Mann (Dan)
- Josh Latzer (Jeffrey)
- Kiva Jump (Cindy)

### Épisode 9:Lancer de citrouille
- États-Unis : 23 novembre 2011 sur ABC
- France : 30 juillet 2012 sur M6
- Québec : 7 octobre 2013 sur Télé-Québec
- Belgique : 4 juillet 2014 sur RTL-TVI

- États-Unis : 12,72 millions de téléspectateurs[8] (première diffusion)

- Josh Gad (Kenneth)
- Gretchen Morgan (Natalie)
- Aaron Krebs (Andy)

Josh Gad avait déjà travaillé aux côtés de Ty Burrell dans la série Back To You.

### Épisode 10:Noël express
- États-Unis : 7 décembre 2011 sur ABC
- France : 30 juillet 2012 sur M6
- Québec : 11 novembre 2013 sur Télé-Québec
- Belgique : 7 juillet 2014 sur RTL-TVI

- États-Unis : 12,2 millions de téléspectateurs[9] (première diffusion)

- Eric Peterson (Vendeur de sapins)
- Kamen Edwards (Hot Guy)
- Ron Roggé (Craigslist guy)

Toute la famille décide de célébrer Noël en avance car ils ne pourront pas être tous réunis le jour J.

### Épisode 11:Lames de rasoir et souris noires
- États-Unis : 4 janvier 2012 sur ABC
- France : 31 juillet 2012 sur M6
- Québec : 18 novembre 2013 sur Télé-Québec
- Belgique : 8 juillet 2014 sur RTL-TVI

- États-Unis : 14,03 millions de téléspectateurs[10] (première diffusion)

- Benjamin Bratt (Javier)
- Philip Baker Hall (Walt)
- Don Lake (Dr. Sendroff)
- Steve Tom (Game Show Host)

### Épisode 12:L'Œuf de la discorde
- États-Unis : 11 janvier 2012 sur ABC
- France : 31 juillet 2012 sur M6
- Québec : 25 novembre 2013 sur Télé-Québec
- Belgique : 9 juillet 2014 sur RTL-TVI

- États-Unis : 12,12 millions de téléspectateurs[11] (première diffusion)

- Zoe Jarman (Lindsay)
- Jonathan Kehoe (Membre de l'Audience)

### Épisode 13:Silence, on jure!
- États-Unis : 18 janvier 2012 sur ABC
- France : 1er août 2012 sur M6
- Québec : 9 décembre 2013 sur Télé-Québec[12]
- Belgique : 10 juillet 2014 sur RTL-TVI

- États-Unis : 11,89 millions de téléspectateurs[13] (première diffusion)

- David Cross (Duane Cross)
- Johnny Ray Meeks (Homme)
- Carol Abney (Femme)

### Épisode 14:Moi? Jaloux?
- États-Unis : 8 février 2012 sur ABC
- France : 1er août 2012 sur M6
- Québec : 2 décembre 2013 sur Télé-Québec
- Belgique : 11 juillet 2014 sur RTL-TVI

- États-Unis : 12,9 millions de téléspectateurs[14] (première diffusion)

- Greg Kinnear (Tad)
- Phil Hendrie (Booker Bell)
- Alexis Fowlkes (Annie)
- Michael William Arnold (Tony)
- Barbara Dodd Remsen (Ellen)
- Carolyn Morse (Kara)
- Cole Bernstein (Stacy)

### Épisode 15:Tante maman
- États-Unis : 15 février 2012 sur ABC
- France : 2 août 2012 sur M6
- Québec : 6 janvier 2014 sur Télé-Québec[15]
- Belgique : 15 juillet 2014 sur RTL-TVI

- États-Unis : 11,23 millions de téléspectateurs[16] (première diffusion)

- Rodrigo Rojas (Stefan)
- Colin Hanlon (Steven)
- Joseph Bonilla (Leon)

### Épisode 16:Une gentille petite poupée
- États-Unis : 22 février 2012 sur ABC
- France : 2 août 2012 sur M6
- Belgique : 16 juillet 2014 sur RTL-TVI

- États-Unis : 11,54 millions de téléspectateurs[17] (première diffusion)

- Ernie Hudson (Miles)
- Jack Laufer (Frank)
- Marc Vann (Stan)
- Will Greenberg (Dr. Goodall)
- Jess Allen (Viggo)
- Hollis Robinson (Miranda)
- Tim Monsion (Serveur)

### Épisode 17:J'ai 10 ans!
- États-Unis : 29 février 2012 sur ABC
- France : 3 août 2012 sur M6
- Belgique : 17 juillet 2014 sur RTL-TVI

- États-Unis : 11,63 millions de téléspectateurs[18] (première diffusion)

- Alex Schemmer (Jorgen)
- John DiMaggio (Captain Hauck)
- Rodney J. Hobbs (Trapeze Guy)
- Kali Rocha (Kate)
- Frank Maharajh (Micky)
- Harris Markson (Davy)
- Rob Chester Smith (Scarecrow)

### Épisode 18:Clown un jour...
- États-Unis : 14 mars 2012 sur ABC
- France : 3 août 2012 sur M6
- Belgique : 18 juillet 2014 sur RTL-TVI

- États-Unis : 10,6 millions de téléspectateurs[19] (première diffusion)

- Ellen Barkin (Mitzy Ross)
- Bobby Cannavale (Lewis)
- Dash Dobrofsky (Griffin)
- Jonathan Emerson (Stan Larkin)
- Nancy Linari (Patti Larkin)
- Guilford Adams (Chuckleberry)
- Chris Dollard (Bubbles)
- Gary Morgan (porteur de cercueil no. 1)
- Michael Heatherton (porteur de cercueil no. 2)

### Épisode 19:Votez pour Claire!
- États-Unis : 11 avril 2012 sur ABC
- France : 6 août 2012 sur M6
- Belgique : 22 juillet 2014 sur RTL-TVI

- États-Unis : 10,35 millions de téléspectateurs[20] (première diffusion)

- Philip Baker Hall (Walt)
- Stephanie Faracy (Dottie)
- John Vickery (Cecil Van Gundy)
- Melinda Page Hamilton (Sandy)
- Margaret Welsh (Laurie)
- Frank Wood (reporter)
- Dominic Ledesma (Chad)
- Alyssa Preston (réceptioniste)
- Asif Ali (technicien)
- Micah Tayloe Owens (enfant)

### Épisode 20:La Gloire de nos pères
- États-Unis : 18 avril 2012 sur ABC
- France : 6 août 2012 sur M6
- Belgique : 23 juillet 2014 sur RTL-TVI

- États-Unis : 10,21 millions de téléspectateurs[21] (première diffusion)

- Barry Corbin (Merle Tucker)
- Rachael Marie (Gabby)
- Chip Sickler (Patron)
- Julian Works (Sam)
- Mandy McMillian (Francine)
- Stacey Travis (Kim)
- Malcolm Foster Smith (Isaac)

### Épisode 21:Un long voyage
- États-Unis : 2 mai 2012 sur ABC
- France : 7 août 2012 sur M6
- Belgique : 24 juillet 2014 sur RTL-TVI

- États-Unis : 10,06 millions de téléspectateurs[22] (première diffusion)

- Kevin Hart (Andre)
- Joseph Bonilla (Leon)
- Scott Ferrara (Vendeur)
- Joe Rowley (Pilote)
- Matt Lowe (jeune homme)
- Eric Edelstein (mécanicien)

### Épisode 22:Une journée en famille
- États-Unis : 9 mai 2012 sur ABC
- France : 7 août 2012 sur M6
- Belgique : 25 juillet 2014 sur RTL-TVI

- États-Unis : 10,58 millions de téléspectateurs[23] (première diffusion)

- Reid Ewing (Dylan)
- Matt Prokop (Ethan)
- Sarah Baker  (mère des jumeaux)

### Épisode 23:Tableau Vivant
- États-Unis : 16 mai 2012 sur ABC
- France : 8 août 2012 sur M6
- Belgique : 28 juillet 2014 sur RTL-TVI

- États-Unis : 9,36 millions de téléspectateurs[24] (première diffusion)

- Mike Madrigal (teacher)
- Beth Grant (Maxine)
- Matt Roth (Skip Woosnum)
- John Viener (Matt Keneally)
- Angela Oh (agent immobilier no. 1)
- Lisa Long (agent immobilier no. 2)
- Laird Macintosh (agent immobilier no. 3)

### Épisode 24:Bébé à bord
- États-Unis /  Canada : 23 mai 2012 sur ABC[25] / Citytv
- France : 8 août 2012 sur M6
- Belgique : 29 juillet 2014 sur RTL-TVI

- États-Unis : 10,07 millions de téléspectateurs[26] (première diffusion)
- Canada : 821 000 téléspectateurs[27]

- Reid Ewing (Dylan)
- Joe Metcalf (Michael)
- Linda Elena Tovar (Juanita)
- Christina Ochoa (Infirmière)
- Edward Finlay (Padre)
- Samantha Ressler (Lucy)
- Terri Hoyos (Abuela)
- Albert Marrero, Jr. (Ranch Hand)